# Rannstedt
Rannstedt est une ancienne municipalité allemande du land de Thuringe, dans l’arrondissement du Pays-de-Weimar, au centre de l’Allemagne. En 2015, sa population était de 169 habitants.
Depuis l'incorporation des communes voisines de Reisdorf, Wickerstedt, Ködderitzsch et Gebstedt dans la ville de Bad Sulza dans le cadre de la réforme régionale de Thuringe de 2018 à 2024, Rannstedt a été entourée de tous côtés par Bad Sulza, c'est-à-dire qu'il s'agissait d'une enclave au sein la zone urbaine de Bad Sulza. Au 1er janvier 2023, Rannstedt est également incorporé à Bad Sulza.

## Source de la traduction
- (de) Cet article est partiellement ou en totalité issu de l’article de Wikipédia en allemand intitulé « Rannstedt » (voir la liste des auteurs).